# Stazione di Dōmyōji
La stazione di Dōmyōji (道明寺駅?, Dōmyōji-eki) è una stazione ferroviaria della città di Fujiidera, nella prefettura di Osaka, in Giappone. Presso di essa passa la linea Kintetsu Minami-Ōsaka, e ha origine la linea Dōmyōji, e fermano sia i treni locali che i semiespressi.

## Linee
Ferrovie Kintetsu
■ Linea Kintetsu Minami-Ōsaka
■ Linea Kintetsu Dōmyōji

## Struttura
La stazione è realizzata in superficie, e dispone di un marciapiede a isola e uno laterale con due binari passanti e uno tronco per la linea Dōmyōji, effettuata con servizio a spola. I binari sono collegati al fabbricato viaggiatori da scale fisse e ascensori.
| 1 | ■ Linea Kintetsu Dōmyōji      | per Kashiwara                                                       |
| 2 | ■ Linea Kintetsu Minami-Ōsaka | per Furuichi, Shakudo, Kashiwarajingū-mae, Yoshino e Kawachi-Nagano |
| 3 | ■ Linea Kintetsu Minami-Ōsaka | per Fujiidera, Kawachi-Matsubara e Ōsaka-Abenobashi                 |

## Stazioni adiacenti
| «                           | Servizio                    | »                           |
| Linea Kintetsu Minami-Osaka | Linea Kintetsu Minami-Osaka | Linea Kintetsu Minami-Osaka |
| --------------------------- | --------------------------- | --------------------------- |
| Hajinosato                  | Locale                      | Furuichi                    |
| Hajinosato                  | Semiespresso                | Furuichi                    |
| Transito                    | Espresso sezionale          | Transito                    |
| Transito                    | Espresso                    | Transito                    |
| Linea Kintetsu Dōmyōji      |                             |                             |
| Capolinea                   | Locale                      | Kashiwara minamiguchi       |